# Podocarpus elongatus
Podocarpus elongatus là một loài thực vật hạt trần trong họ Thông tre. Loài này được (Aiton) L'Hér. ex Pers. miêu tả khoa học đầu tiên năm 1807.
Loài này chỉ được tìm thấy ở Nam Phi, nhưng giới hạn trong các thung lũng sông Breede thuộc Tây Cape, ngoài ra có thể tìm thấy ở nơi xa về phía bắc núi Cedarberg. Chúng phát triển dọc theo các sông hay trên các mỏm đá trong thảm thực vật fynbos. 